# Morąg (gemeente)
De gemeente Morąg is een stad- en landgemeente in het Poolse woiwodschap Ermland-Mazurië, in powiat Ostródzki.
De zetel van de gemeente is in Morąg.
Op 30 juni 2004 telde de gemeente 24 998 inwoners.

## Oppervlakte gegevens
In 2002 bedroeg de totale oppervlakte van gemeente Morąg 310,55 km², waarvan:
- agrarisch gebied: 53%
- bossen: 25%

De gemeente beslaat 17,6% van de totale oppervlakte van de powiat.

## Demografie
Stand op 30 juni 2004:
| Omschrijving                   | Totaal | Totaal | Vrouwen | Vrouwen | Mannen | Mannen |
| ------------------------------ | ------ | ------ | ------- | ------- | ------ | ------ |
| eenheid                        | aantal | %      | aantal  | %       | aantal | %      |
| inwoners                       | 24 998 | 100    | 12 695  | 50,8    | 12 303 | 49,2   |
| bevolkingsdichtheid (inw./km²) | 80,5   | 80,5   | 40,9    | 40,9    | 39,6   | 39,6   |

In 2002 bedroeg het gemiddelde inkomen per inwoner 1299,03 zł.

## Administratieve plaatsen (sołectwo)
Antoniewo, Bogaczewo, Bożęcin, Bramka, Chojnik, Gubity, Gulbity, Jędrychówko, Jurki, Kalnik, Kretowiny, Królewo, Kruszewnia, Łączno, Maliniak, Markowo, Niebrzydowo Wielkie, Nowy Dwór, Raj, Rolnowo, Ruś, Słonecznik, Strużyna, Tątławki, Wilnowo, Złotna, Żabi Róg.

## Aangrenzende gemeenten
Godkowo, Łukta, Małdyty, Miłakowo, Miłomłyn, Pasłęk, Świątki